# Trzeci raport IPCC
Trzeci Raport IPCC (ang. IPCC Third Assessment Report), Climate Change 2001 - ocena dostępnych naukowych i społeczno-ekonomicznych informacji o zmianie klimatu opublikowana przez międzyrządowy zespół (IPCC) założony przez Program Środowiskowy Organizacji Narodów Zjednoczonych (UNEP) i Światową Organizację Meteorologiczną (WMO).
Wydany w 2001 Raport jest produktem Międzyrządowego Zespołu do spraw Zmian Klimatu, który wydał serię takich sprawozdań. Trzeci Raport IPCC zastąpił Drugi Raport IPCC z 1995, a poprzedził Czwarty Raport IPCC z 2007.